# Battaglia di Arita-Nakaide
La battaglia di Arita-Nakaide (有田中井手の戦?, Aritanakaide  no tatakai) avvenne nell'ottobre 1517 tra le forze del clan Takeda della provincia di Aki e quelle del clan Mōri. Lo scontro si svolse tra il castello di Arita e i territori circostanti.
Nel 1517 il signore più potente della provincia di Aki era probabilmente Takeda Motoshige, signore del castello di Kanayama. Un decennio prima, come vassallo degli Ōuchi, aveva accompagnato Ōuchi Yoshioki a Kyoto come parte della spedizione di quest'ultimo a sostegno del deposto shōgun, Ashikaga Yoshitane. Tuttavia l'alleanza tra gli Ōuchi e i Takeda non era solida. Nell'ultimo decennio del XV° secolo gli Ōuchi avevano approfittato delle ribellioni interne ai Takeda per invadere e forzare la loro sottomissione. Appena fu in grado di tornare nelle proprie terre Motoshige ottenne il sostegno del clan Amako e ruppe l'alleanza.
Nel 1516 Mōri Okimoto, il signore del vicino clan Mōri, morì improvvisamente e gli succedette il suo giovane figlio Komatsumaru. Approfittando di questo e del fatto che la maggior parte dell'esercito Ōuchi era a Kyoto, i Takeda radunarono un esercito di circa 5 000 uomini e avanzarono nel territorio del clan Kikkawa (alleato dei Mōri) e circondò il castello di Arita (有田城?), conquistandolo. Alcune settimane dopo Motoshige fece un raid nel territorio dei Mōri e incendiò delle case a Tajihi in modo da provocare ulteriormente i Mōri all'azione. I Mōri erano guidati da Motonari, fratello minore di Okimoto e guardiano di Komatsumaru. All'età di 20 anni si ritiene che non avesse mai visto una battaglia prima di questa campagna.
Nonostante non fosse in grado di contare sull'aiuto degli Ōuchi, Motonari mobilitò il suo clan e i suoi servitori, tra i quali le famiglie Awaya, Fukuhara, Inoue, Kuchiba e Watanabe. Era anche sostenuto da suo fratello minore, Mototsuna. In totale la sua forza era di circa 700 uomini, rinforzata da 300 dei Kikkawa, per un totale di circa 1 000 Questa forza marciò verso il castello di Arita e sulla strada incontrò le avanguardie Takeda, comandate da Kumagai Motonao, le quali contavano circa 500 uomini. Gli alleati evitarono lo scontro frontale e ingaggiarono i Takeda con gli archi. Motonao era nelle prime file e stava incoraggiando i suoi uomini quando fu colpito e ucciso da una freccia.
Nel frattempo Motoshige era con l'armata principale ad Arita. Venuto a sapere della morte di Motonao raccolse le sue forze e marciò per vendicarlo. I Takeda incontrarono i Mōri e Kikkawa che occupavano la sponda opposta del fiume Matauchi e iniziò uno scontro molto violento. Pesantemente in minoranza numerica, le truppe alleate iniziarono a vacillare, tenute salde solo dalle disperate richieste di Motonari di mantenere la propria posizione. Lo stesso Motoshige avanzò oltre il fiume a cavallo e durante la traversata fu colpito da una freccia e ucciso. I Takeda si disorganizzarono velocemente e si ritirarono, lasciando Motonari vincitore e aprendogli la strada per la futura ascesa a capo dei Mōri, non solo ad Aki ma in tutta la regione del Chūgoku.